# 디시인사이드의 사건 및 사고
이 문서는 디시인사이드의 사건 및 사고 목록이다.

## 2000년 ~ 2009년

### 2PM 갤러리월경혈서 사건
2009년 11월 30일 2PM갤러리 이용자중 한 명이, 자신의 월경혈로 혈서를 썼다. 내용은 '옥택연 나 없이 너 살수 없어'였고, 다른 2PM갤러리 이용자들이 믿어주지 않자, 아예 월경혈이 묻은 팬티를 인증하였고, 이로 인해 큰 사회적 문제가 되었다. 이후 이 사건을 모방하는 사건도 일어났다.

## 2010년 ~ 2019년

### 메이플스토리 갤러리 자살 사건
2012년 2월 14일 메이플스토리 갤러리와 합성 갤러리에서 활동하던 이모씨(19세, 고정닉 dp28)가 자살했다.
이모씨는 평소 메이플스토리에서 친하게 지내던 김모씨 (19세)에게 갑자기 거액의 선물을 주더니 '나 오늘 아니면 3일내로 자살한다'라고 했다. 김모씨는 이를 이상하게 여겼고  3일뒤 기사로 ○○역에서 자살한 이모씨 (19세)가 사망했다. 라는 내용이 나왔다. 김모씨는 경찰서에 전화해서 사실을 확인하고  메이플 스토리 갤러리에 '삼가 고인의 명복을 빕니다.'라고 올리고 다른 유저들도 잇따라 추모하였다.

### 정치, 사회 갤러리 살인 사건
2013년 7월 10일, 디시인사이드의 정치, 사회 갤러리에서 활동하던 백 모씨(30)가 마찬가지로 정치, 사회 갤러리에서 활동하던 김 모씨(30)를 흉기로 찔러 살해하였다. 2012년 초 백 모씨가 김 모씨를 집착적으로 성희롱 하는 글을 올리자 김모씨가 고소하겠다는 뜻을 표했다. 이에 백모씨는 부산해운대 경찰서 게시판에 디시인사이드 부산지사에 연락하여 자필 사과문을 게시하기도 했다.
이 사건에 대해 하승태 동아대학교 신문방송학과 교수는 "온라인에서 이뤄지는 정치토론은 단순하게 견해를 주고받기보다는 익명성 때문에 감정적 표현과 함께 견해가 표출된다"라며 "이번 사건도 정치적 견해의 대립에 의한 살인이라기보다 감정문제가 더 큰 원인으로 작용했을 것으로 보인다"고 분석했다.
같은 날 부산해운대경찰서에서 신문사와의 통화에서 "디시인사이드 살인사건은 5·18과 관련없다"며 "피의자가 경찰 조사과정에서 정치적 갈등때문에 살해했다고 진술한 사실도 없고, 경찰이 브리핑한 사실도 없다"고 밝혔다. 이어 경찰은 "피의자가 광주태생이 맞느냐"는 질문에 대해 "확인해줄수 없다"고 답변했다. "언론에 광주태생이라고 보도되고 있는데 그것은 무엇이냐"고 전하자 "경찰에서 브리핑한 사실이 없는데 기자들이 마음대로 작성한 것"이라고 해명했다.
백 씨는 5일간 부산의 한 모텔에 머물며 김씨의 동선을 파악한 후 범행 당일 집을 나서는 김 씨를 칼로 찔러 살해하였으며 이후 모텔에 은신하고 있다가 범행 당시 인근 현장에 설치됐던 CCTV 영상을 확인한 경찰에 의해 16일 오후 체포됐다.

### 이건희회장 사망설 루머 유포 사건
2016년 7월 4일, 경찰이 주가 하락을 노리고 이건희 삼성그룹 회장의 사망설을 유포한 디시인사이드와 일베저장소를 압수수색했다.

### '정준영 불법촬영물' 루머 유포 사건
2019년, 일명 '정준영 불법촬영물'에 유명 배우와 여자 아이돌 가수가 등장한다는 허위사실을 작성해 디시인사이드에 최초 유포한 성명불상자 A가 기소의견으로 검찰에 송치되었다. 이외에도 대학생, 건축기사, 30대 남성 등 7명이 유포 혐의로 수사받았다.

## 2020년 ~ 2025년

### 공주교육대학교 학생 성희롱 사건
2020년 2월 공주교육대학교 특정 학과 학생들을 성희롱하는 글이 올라와 학생들이 법적 대응에 나섰다.

### 마이너 갤러리 연쇄 접근 제한 조치 사건
2020년 7월 중순부터 디시인사이드 마이너 갤러리가 대량으로 접근 제한되는 사태가 일어났다. 접근 제한 대상은 주로 오타쿠 문화에 관련이 있는 마이너 갤러리였는데, 유저들은 김유식이 개정된 아동청소년법을 회피하기 위해 그런 것이 아닌가라며 추정하고 있다.
7월 16일 키아나 마이너 갤러리가 부매니저의 픽시브 링크에 관한 연속 게시로 인해 접근 조치되었고, 7월 20일에는 프린세스 커넥트! Re:Dive 마이너 갤러리를 포함한 프리코네 계열 마이너 갤러리에 접근 제한이 내려졌다. 이후 7월 20일을 기점으로 다수의 서브컬처 마이너 갤러리 외에도 비서브컬처 마이너 갤러리마저 연쇄 접근 제한되었다. 이후 7월 31일 총 6곳의 마이너 갤러리의 접근 제한이 해제되면서 연쇄 접근 제한을 내린 마이너 갤러리들도 조금씩 조치가 해제되고 있다. 한편 나무위키에서는 자체 커뮤니티 서비스인 '나무라이브'가 디시 유저들의 유입으로 인하여 7월 30일 명칭을 '마이너타운'으로 바뀌다가, 7월 31일에는 '아카라이브'로 변경하였다.

### 박원순 전 서울시장 성추행 피해자 2차 가해 사건
2020년 7월 박원순 전 서울시장 성추행 피해자 2차 가해 문제로 압수수색을 당했고, 일부 회원들은 경찰조사를 받았다.

### 유튜버 흑자헬스 '성희롱범' 루머
2020년 8월 흑자헬스라는 유튜버가 과거 디씨 인사이드의 헬스 갤러리에서 "모 여갤러를 성희롱 했다"는 의혹이 올라와 이말년 팬카페에 해명 글을 올렸다. 이 사건이 이슈가 된 계기는 나도 모르겠다라고 진술한 흑자헬스의 발언이었다.

### 9급 공무원 아동성희롱 의혹 사건
2021년 1월 미성년자인 걸그룹 멤버들을 수년간 성희롱하는 등 악성 댓글을 달아 온 의혹을 받은 대전시 9급 공무원 합격자를 비롯한 디씨 회원 3명이 정보통신망법상 명예훼손 혐의로 수사받았다. 해당 9급 공무원은 기소의견으로 검찰에 송치됐다.

### 천안 북일고등학교 성희롱 사건
2021년 4월 천안 북일고등학교 갤러리(게시판)에서 같은 재단 여자고등학교 학생들을 성희롱·모욕한 글들이 올라와 논란이 불거졌다. 이에 학교 측은 수사를 의뢰했다.

### 초등학교 교원 임용 후보자 만행 사건
2021년 5월 디씨인사이드 ’초등교사 갤러리‘와 ’교육대학교 갤러리‘에서 패륜적 언행을 일삼은 초등학교 교원 임용 후보자의 자격을 박탈해달라는 국민청원이 올라와 경기교육청이 진상파악에 나섰다.

### 우울증 갤러리 성범죄 사건
2023년 4월 16일, 10대 학생 A 양이 인스타그램 라이브 방송을 틀어둔 채 자살한 사건이 발생한 후, 우울증갤러리에서 이루어진 성 착취 범죄 관련 신고와 제보가 이어졌다. 2023년 5월 25일, 미성년자를 유인해 음주와 마약을 권하고 성착취를 했다는 의혹이 제기된 일명 ‘신림팸’ 멤버가 구속됐고, 같은 해 6월 5일 검찰로 송치됐다. 2023년 8월 5일, 검찰은 가출 미성년자를 집에 보내지 않은 채 폭행하고 성관계를 강요한 혐의를 받는 '신대방팸' 일당을 미성년자의제강간, 아동복지법위반(아동에 대한 음행강요·매개·성희롱, 아동학대), 청소년보호법위반 혐의로 구속기소 했다. 
사건 수사 당시 경찰은 우울증 갤러리 일시 폐쇄를 요청했지만, 디시인사이드는 갤러리 폐쇄를 거부했다.

### 2023년 살인 예고 사건
2023년 대한민국 연쇄 흉기 난동 사건의 일부로, 신림역 칼부림 사건 이후 흉기 난동, 강간, 살인, 폭탄 테러 등 모방범죄를 저지르겠다는 글이 디시인사이드에 올라와 논란이 됐다. 디시인사이드에서는 최소 3개월 전부터 계속 유사한 글이 작성됐으며, 2023년 8월 4일 현재 경찰이 전담팀을 꾸려 2명을 검거하는 등 수사를 진행 중이다. 현재는 구속되었다고 한다.

## 같이 보기
- 일베저장소의 사건 및 사고